# Championnat d'Europe de patinage artistique 1910
Navigation
Édition précédente Édition suivante
Le championnat d'Europe de patinage artistique 1910 a lieu du 10 au 11 février 1910 à Berlin dans l'Empire allemand.

## Podium
| Épreuves                      | Or             | Argent            | Bronze     |
| ----------------------------- | -------------- | ----------------- | ---------- |
| Messieurs résultats détaillés | Ulrich Salchow | Werner Rittberger | Per Thorén |

## Tableau des médailles
| Rang  | Nation    | Or | Argent | Bronze | Total |
| ----- | --------- | -- | ------ | ------ | ----- |
| 1     | Suède     | 1  | 0      | 1      | 2     |
| 2     | Allemagne | 0  | 1      | 0      | 1     |
| Total | Total     | 1  | 1      | 1      | 3     |

## Détails de la compétition Messieurs
| Rang | Nom                | Nation      | Places | Points | Fig. impo. | Prog. libre |
| ---- | ------------------ | ----------- | ------ | ------ | ---------- | ----------- |
| 1    | Ulrich Salchow     | Suède       | 7      |        |            |             |
| 2    | Werner Rittberger  | Allemagne   | 14     |        |            |             |
| 3    | Per Thorén         | Suède       | 22     |        |            |             |
| 4    | John Keiller Greig | Royaume-Uni | 27     |        |            |             |
| 5    | Martin Stixrud     | Norvège     | 35     |        |            |             |